# Cesare Capezzuoli
Cesare Capezzuoli (Firenze, 10 aprile 1879 – Imola, 27 giugno 1926) è stato un medico italiano.

## Biografia
Cesare Girolamo Lucesio nacque a Firenze da Serafino Capezzuoli e Rosa Caponi nel 1879. Come il padre intraprese gli studi di medicina e si laureò il 24 luglio 1903 presso il R. Istituto di studi superiori pratici e di perfezionamento di Firenze. Nell'anno accademico 1903-1904 seguì il corso di perfezionamento in clinica medica, superò l'esame finale con 45 punti e si diplomò il 20 febbraio 1906. Continuò i suoi studi frequentando il laboratorio di chimica clinica presso l'Università di Berlino e quando tornò in Italia fu prima nominato socio aggregato dell'Accademia medico-fisico fiorentina e poi socio onorario della Società di mutuo soccorso di Firenze. Il 9 agosto 1910 ottenne l'abilitazione alla privata docenza in patologia speciale medica. Nel 1913 divenne assistente effettivo presso la Clinica medica generale dell'Istituto superiore di studi e di perfezionamento e il 27 aprile del 1915 divenne aiuto. Negli anni a seguire tenne corsi di patologia, semeiotica e diagnostica differenziale. Nel 1921 vinse il concorso per ricoprire il posto di medico primario direttore dell'Ospedale di Santa Maria della Scaletta di Imola con nomina definitiva il 30 settembre. Decise così di trasferirsi a Imola prendendo la residenza nel 1924 e vi rimase fino al 1926, anno della sua morte.

## Archivio
La biblioteca del Museo Galileo conserva un fondo archivistico che raccoglie numerosi documenti che permettono di ricostruire la vita, la formazione scientifica e la carriera del Capezzuoli, soprattutto testimoniano la sua preparazione di medico docente.

## Principali pubblicazioni
L'importanza dei cloruri nelle nefriti, in Rivista critica di clinica medica, vol. 6, n. 33-34, 1905.
 Alcune considerazioni sulla guaribilità e sulla diagnosi della tubercolosi polmonare iniziale, in Rivista critica di clinica medica, vol. 7, n. 34-36, 1906.
 Contributo allo studio delle proteine del plasma sanguigno in alcune condizioni patologiche: osservazioni cliniche, in Clinica medica italiana, 1907.
 Il ricambio materiale in due casi di anemia grave con speciale riguardo all'eliminazione del sodio e del potassio, in Clinica medica italiana, 1908.
 L'alimentazione rettale: nota preliminare, in Rivista critica di clinica medica, vol. 9, 1908.
 Contributo allo studio del ricambio materiale in due casi di mixoedema sporadico sotto l'azione dell'opoterapia tiroidea, in Il Tommasi, vol. 4, n. 5-6, 1909.
 L'eliminazione orinaria della creatinina P Ca Mg in tre diverse forme di distrofia muscolare, in Rivista critica di clinica medica, vol. 10, n. 22, 1909.
 Über die eisenhaltigen Körper der Milz, in Hoppe-Seyler's Zeitschrift für physiologische Chemie, vol. 60, n. 1, 1909.
 Mineralstoffzusammensetzung der Knochen bei Osteomalacie, in Biochemische Zeitschrift, vol. 16, n. 4-5, 1909.
 A proposito della ricerca dello zolfo legato agli acidi ossiproteinici nelle orine dei carcinomatosi secondo Saxl e Salomon: comunicazione fatta all'Accademia medico-fisica fiorentina nell'adunanza del 30 maggio 1912, in Lo sperimentale, vol. 66, n. 4, luglio-agosto 1912.
 Considerazioni sul ricambio materiale del morobo di Flajai-Basedow, specialmente in rapporto colla cura chirurgica e sull'opportunità dell'intervento, in Rivista critica di clinica medica, vol. 18, n. 47-49, 1917.
 Ulteriore decorso di un interessante caso di morbo di Erb-Goldflam e alcune considerazioni sulla natura di questa malattia, in Rivista critica di clinica medica, vol. 21, n. 9-10, 1920.
 Relazione sull'ospedale civile di Imola nell'anno 1922 con speciale riguardo alla sezione medica, Imola, Stab. Tip. Imolese, 1923.